# Акра (річка)
Акра (також Акрин, Акрешорський потік) — річка в Україні, у Косівському районі Івано-Франківської області, права притока Лючки (басейн Дунаю).

## Опис
Довжина річки приблизно 8 км. Формується з багатьох безіменних струмків та струмка Сухого.

## Розташування
Бере  початок на південно-західній стороні від села Акрешори у національному природному парку «Гуцульщина» і тече через нього переважно на північний схід  понад селом Текуча. У селі Нижній Березів впадає у річку Лючку, ліву притоку Пістиньки.

## Притоки
Сухий (Плішива) — потік, ліва притока. Бере початок в урочищі Поле Куратул у змішаному лісі (бук та ялина). Тече переважно на північний схід через село Текуча і впадає у річку Акру, праву притоку Лючки. Довжина потоку 7,5 км.